# Hookers for Jesus
Hookers for Jesus é uma organização evangélica que trabalha pelos direitos humanos das pessoas que trabalham na indústria do sexo e luta contra o tráfico sexual. Sua sede é em Las Vegas, Estados Unidos.

## História

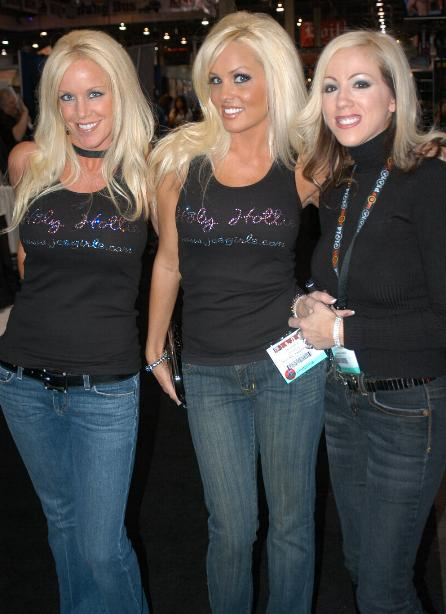
Lori Albee, Heather Veitch e Annie Lobert na Adult Entertainment Expo em Las Vegas, 2007

A organização foi fundada em 2005 por Annie Lobert, uma ex-trabalhadora do sexo que se tornou cristã em Las Vegas. Em 2007, ela montou um programa casa segura ("Destiny House") na The Church at South Las Vegas, para vítimas de tráfico sexual e profissionais do sexo. Em 2008, ela colaborou com Heather Veitch de JC's Girls na AVN Adult Entertainment Expo em Las Vegas.

## Polêmicas
Em 2020, a organização foi criticada por receber uma bolsa do Departamento de Justiça dos Estados Unidos, devido a um manual de regras de sua casa segura publicado em 2018 mencionando que a homossexualidade era imoral e que a frequência aos cultos semanais da organização era obrigatória. Lobert respondeu à agência Reuters que não se recordava que o manual continha declarações sobre homossexualidade e que a frequência a serviços religiosos não era mais obrigatória, mas "se recusou a fornecer à Reuters uma cópia de seus manuais atualizados".